# Tricky
Tricky, de artiestennaam van Adrian Thaws (Bristol, 27 januari 1968), is een Britse rapper en producer. Hij staat bekend als een van de belangrijke vormgevers van het triphopgeluid uit Bristol dat in de jaren negentig populair werd. Dit samen met Portishead en Massive Attack die ook uit deze stad afkomstig zijn. Aanvankelijk hoorde hij bij het entourage van Massive Attack, maar halverwege de jaren negentig bouwde hij een eigen succesvolle carrière op met een duidelijke eigen koers. Tricky staat bekend als een complexe persoonlijkheid, wat tot uiting komt in zijn muziek. Hij werkt ook vaak samen met andere artiesten. 

## Vroege jaren
Adrian Thaws werd geboren in een achterstandswijk in Bristol en kende een weinig makkelijke jeugd. Zijn moeder overleed toen hij vier was. Zijn vader was grotendeels afwezig, waardoor hij opgroeide bij zijn oma. In zijn tienerjaren komt hij op het slechte pad, en houdt hij zich met kleine criminaliteit bezig. Als hij als 17-jarige valse bankbiljetten koopt, wordt hij gearresteerd en moet hij een tijd in de gevangenis zitten. Dat bevalt hem zo slecht dat hij als hij vrij komt besluit zijn leven te beteren. 
Hij gaat zich bezig houden met muziek en raakt betrokken bij de lokale hiphopscene. Hij is een tijdje lid van een vierkoppige rapgroep genaamd The Fresh 4. In 1987 leert hij Milo Johnson kennen die lid is van de groep The Wild Bunch. Deze kort bestaande rapformatie vormt de basis voor de groep Massive Attack. Als Tricky Kid is Thaws op twee tracks te horen op het debuutalbum Blue lines.
Tricky bleek echter al snel eigen ambities en een eigen muzikale ideeën te hebben en wilde daarom geen vast lid van Massive Attack worden. In 1994 werkt hij wel nog met ze samen op het album Protection, waaronder de single Karmacoma. Voor zijn eigen muziek gaat hij samenwerken met producer Mark Steward. Bovendien ontmoette hij in 1991 Martina Topley-Bird: ze was pas 15, maar op een dag stond ze bij Tricky en Steward voor de deur. Ze zei dat ze kon zingen, en Tricky was gelijk weg van haar stem. Vanaf dat moment is de stem van Martina een belangrijk onderdeel van zijn werk. Martina en Tricky hebben ook een tijd lang een relatie en krijgen in 1995 een dochter samen. Met Martina maakt hij in 1993 de basis voor het nummer Aftermath, dat hij bij Massive Attack aanbiedt voor hun nieuwe album. Die vinden het nummer niet interessant. Daarom wil Tricky het nummer zelf uitbrengen. Hij leent geld van de platenmaatschappij om een eigen single uit te brengen. Aftermath wordt een bescheiden hit, en geeft de platenmaatschappij Island Records voldoende vertrouwen om een heel album te kunnen maken. 

## Maxinquaye
Met hulp van Mark Saunders nam hij zijn debuutalbum op. De titel van zijn debuut was Maxinquaye en verscheen in het voorjaar van 1995. Aan het album gingen twee singles, Ponderosa en Overcome, vooraf. De reacties op het album zijn uiterst positief en de meeste recensenten zien het als een nieuw meesterwerk, dat een nieuwe dimensie geeft aan triphop. . Ondanks dat de nummers overdag niet op de radio werden gespeeld, belandde het album op plaats twee van de albumverkooplijsten. Het revolutionaire geluid van zijn muziek leidde ertoe dat Tricky door een aantal artiesten, onder wie Björk en Whale werd gevraagd aan hun albums mee te werken.
Bij het tekenen van zijn solocontract had Tricky bedongen dat hij ook opnames onder andere naam kon uitbrengen. Dit leidde ertoe dat zijn volgende album, een samenwerkingsverband met de Amerikaanse hardcore-rapgroep de Gravediggaz, werd uitgebracht onder de naam Starving Souls. In 1996 verscheen het album Nearly God, een verzameling nummers (o.a. Tattoo, een cover van Siouxsie and the Banshees), waarop Tricky samenwerkt met artiesten als Terry Hall, Björk, Alison Moyet en Neneh Cherry. Dit album werd uitgebracht onder de artiestennaam Nearly God, omdat Tricky het als een zijproject zag. Het album leverde opnieuw goede kritieken op. Hij maakte ook de single Smoking Beagles met de housegroep Sub Sub.
Zijn tweede album onder de naam Tricky werd een paar maanden later uitgebracht. Dit album Pre-Millennium Tension werd minder goed ontvangen dan het eerder uitgebrachte werk. Voornaamste kritiek is dat nieuwe nummers te zeer lijken op zijn oude werk en zijn creativiteit wordt meer en meer gezien als een kunstje.
Het volgende Tricky album kreeg als titel Angels With Dirty Faces mee, en kwam uit in 1998. Na deze plaat volgde opnieuw een samenwerkingsverband, ditmaal met leden van Cypress Hill en DMX dat uitmondde in de plaat Juxtapose uit 1999. Hij maakte ook met Genaside II het nummer Paranoid Thugism (1999).

## Latere jaren
In 1999 blijkt de relatie tussen Tricky en Martina Topley-Bird zodanig verslechterd dat de twee met hun samenwerking stoppen. Hij gaat alleen verder. Na een EP getiteld Mission Accomplished in 2001, volgde later dat jaar een nieuw album, Blowback, waaraan diverse artiesten, onder wie Ed Kowalczyk van de groep Live, Alanis Morissette, Cyndi Lauper en leden van de Red Hot Chili Peppers meewerkten. Het nummer met Kowalczyk, Evolution Revolution Love, leverde Tricky voor het eerst een (bescheiden) hitje op. Als dank is hij ook te horen op de single Simple Creed van Live, dat ook een hit wordt.
Aan dit succes heeft Tricky geen vervolg kunnen geven. In 2003 verscheen Vulnerable. Op het album werkt hij met zangeres Constanza Francaville, die de rol van Martina Topley-Bird overneemt. Het album wordt met onverschilligheid ontvangen en is ook geen groot verkoopsucces. Hij doet het daarna een tijd wat rustiger aan. Wel stelde hij een aflevering van de Back to Mine-reeks samen. Met  tranceact Jam & Spoon neemt hij het nummer Bianche Le Mie Mani (2004) op. In 2008 maakt hij een comeback met het album Knowle West Boy, dit album werd in 2009 bewerkt door de South Rakkas Crew en uitgebracht onder de titel Tricky Meets South Rakkas Crew. In 2010 verscheen Mixed Race. Daarna blijft hij met regelmaar nieuwe albums uitbrengen. Op Ununiform (2018) werkt hij voor het eerst sinds jaren weer samen met Martina Topley-Bird. In 2021 start hij een nieuw zijproject met Lonely Guest, waarvan hij een gelijknamig album uitbrengt. 
In 2019 volgt het tragische nieuws dat Mina Mazy, de dochter van Adrian en Martina, op 24-jarige leeftijd is overleden. Ze pleegde zelfmoord na een periode van zware psychische problemen. Ter ere van haar gaf Tricky het nummer When you go vrij, dat hij in 2013 met haar had opgenomen. 

## Discografie

### Albums
| Album met eventuele hitnotering(en) in de Nederlandse Album Top 100 | Datum van verschijnen | Datum van binnenkomst | Hoogste positie | Aantal weken | Opmerkingen |
| ------------------------------------------------------------------- | --------------------- | --------------------- | --------------- | ------------ | ----------- |
| Maxinquay                                                           | 1995                  | 15-04-1995            | 45              | 10           |             |
| Blowback                                                            | 2001                  | 07-07-2001            | 43              | 12           |             |
| Knowle west boy                                                     | 04-07-2008            | 19-07-2008            | 86              | 3            |             |

| Album met hitnotering(en) in de Vlaamse Ultratop 200 albums | Datum van verschijnen | Datum van binnenkomst | Hoogste positie | Aantal weken | Opmerkingen |
| ----------------------------------------------------------- | --------------------- | --------------------- | --------------- | ------------ | ----------- |
| Maxinquay                                                   | 1995                  | 15-04-1995            | 29              | 5            |             |
| Blowback                                                    | 2001                  | 07-07-2001            | 27              | 8            |             |
| Angels With Dirty Faces                                     | 1998                  | 13-06-1998            | 32              | 2            |             |
| Vulnerable                                                  | 2003                  | 31-05-2003            | 21              | 2            |             |
| Knowle west boy                                             | 2008                  | 12-07-2008            | 35              | 9            |             |
| Mixed race                                                  | 24-09-2010            | 09-10-2010            | 61              | 4*           |             |

### Singles
| Single met eventuele hitnotering(en) in de Nederlandse Top 40 | Datum van verschijnen | Datum van binnenkomst | Hoogste positie | Aantal weken | Opmerkingen                                       |
| ------------------------------------------------------------- | --------------------- | --------------------- | --------------- | ------------ | ------------------------------------------------- |
| Evolution revolution love                                     | 2001                  | 07-07-2001            | tip14           | -            | met Ed Kowalczyk / #79 in de Single Top 100       |
| Simple creed                                                  | 2001                  | 18-08-2001            | 8               | 8            | met Live / #18 in de Single Top 100 / Alarmschijf |

| Single met hitnotering(en) in de Vlaamse Ultratop 50 | Datum van verschijnen | Datum van binnenkomst | Hoogste positie | Aantal weken | Opmerkingen |
| ---------------------------------------------------- | --------------------- | --------------------- | --------------- | ------------ | ----------- |
| Simple creed                                         | 2001                  | 01-09-2001            | tip4            | -            | met Live    |
| Nothing matters                                      | 2013                  | 15-06-2013            | tip80*          |              | met Nneka   |

- Bibliothèque nationale de France: cb13974868c (data)
- Gemeinsame Normdatei: 134929551
- International Standard Name Identifier: 0000 0001 1810 0972
- Library of Congress Control Number: nr97040815
- MusicBrainz: 5bf64d94-efd9-4334-96fd-e6197b0b02b8
- Nationale Bibliotheek van Tsjechië: js20011212045
- Nationale Bibliotheek van Israël: 987007411932205171
- Système universitaire de documentation: 132421194
- Virtual International Authority File: 84207749